# Zeitschrift für Chemie
Zeitschrift für Chemie — німецький науковий хімічних журнал. Видавався у НДР з 1961 по 1990 рік Хімічним товариством НДР. Подібно до журналу Angewandte Chemie у Федеративній Республіці Німеччини, увага була зосереджена на оглядах і коротких повідомленнях у галузях органічної, неорганічної хімії, та фізичної хімії.
Редакторами журналу були Хайнц Дункен, Лотар Кольдіц і Елмар Профт. Пізніше співредакторами стали Хельга Дункен і Роланд Маєр .
Після припинення діяльності Хімічного товариства НДР у 1990 році правління хімічних товариств (у тому числі Товариство німецьких хіміків) визнали за доцільне видання тільки одного журналу відповідного профілю, а саме журналу Angewandte Chemie. З цієї причини у грудні 1990 року випуск журналу припинено.